# Sergentomyia barraudi
Sergentomyia barraudi är en tvåvingeart som först beskrevs av John Alexander Sinton 1929.  Sergentomyia barraudi ingår i släktet Sergentomyia och familjen fjärilsmyggor. Inga underarter finns listade i Catalogue of Life.
Artens utbredningsområde är sydostasien, den har hittats i Myanmar, Kambodja, Kina, Indien, Laos, Thailand och Vietnam.